# Ludwig Franz Alexander Winther
Ludwig Franz Alexander Winther (Offenbach am Main, 9 marzo 1812 – Gießen, 26 aprile 1871) è stato un patologo e oculista tedesco.

## Biografia
Dal 1848-1867, fu professore associato di patologia generale presso l'Università di Giessen, dove dal 1867 al 1871 prestò servizio come il primo professore ordinario di anatomia patologica e di terapia. Dopo la sua morte nel 1871, la sua posizione a Giessen fu occupato da Theodor Langhans (1839-1915).
Nel 1847, fu uno dei membri fondatori del Giessener Sonderbund, un'associazione di docenti presso l'Università di Giessen.

## Opere principali
- Untersuchungen über den Bau der Hornhaut und des Flügelfelles, Gießen 1856.
- Zur Gewebelehre der Menschenhornhaut in: Virchow's Archiv, 1856, Band X, S. 506f.
- Lehrbuch der Augenheilkunde, Gießen 1856.
- Lehrbuch der allgemeinen pathologischen Anatomie der Gewebe des Menschen, Gießen 1860.
- Experimentalstudien über die Pathologie des Flügelfelles, 1866.
- Vorträge bei den Versammlungen der Gesellschaft Deutscher Naturforscher und Ärzte, 1861, 1864, 1867, 1868; (pubblicato in: Schmidt’s Jahrbücher, Bd. 114, Bd. 124, Bd. 136, Bd. 140).